# Nesophila hoggardii
Espèce
Nesophila hoggardii est une espèce d’algues rouges de la famille des Rhizophyllidaceae.